# Ján Gallovič
Ján Gallovič (* 22. listopadu 1960, Spišská Sobota) je slovenský herec. Hraje v divadle Nová scéna v Bratislavě. Kromě divadla spolupracuje i se Slovenský rozhlasem, Rádiem Twist a dabingovými studiemi. Na Divadelní fakultě VŠMU přednáší umělecký přednes.
Dětství a mládí prožil v Popradu. Na gymnáziu, kde úspěšně odmaturoval v roce 1979, se zároveň seznámil s divadlem v souboru OKO. Po absolvování studia na Divadelní fakultě Vysoké školy múzických umění v Bratislavě pod vedením profesora Karola L. Zachara se stal profesionálním hercem. V letech 1983 až 1985 byl sólistou zpěvohry Nové scény v Bratislavě. V letech 1985 až 1988 byl členem Divadla Andreje Bagara v Nitře. Na Nové scéně působil zejména v oblasti muzikálu v letech 1988 až 1996. V tomtéž roce odešel do činohry Slovenského národního divadla, kde působil až do roku 2009.

## Filmografie
- 1980 Hodina zažíhania sviec (TV film)
- 1981 Katera (TV film)
- 1982 Dievčatko z predmestia (TV film)
- 1982 Najkrajší kvet (TV film)
- 1982 Predčasné leto
- 1983 Magma (TV film)
- 1983 V službách zákona (TV seriál)
- 1987 Hľadanie šťastnej chvíle (TV film)
- 1987 Noc pred Kračúnom (TV film)
- 1987 Vidiecka lady Mackbeth (TV film)
- 1987 Zbojnícke fašiangy (TV film)
- 1988 Čertovo vrece (TV film)
- 1988 Dunajské rozprávky (TV film)
- 1988 Rýchliková rozprávka (TV film)
- 1989 Jablonka (TV film)
- 1989 Modrá katedrála (TV film)
- 1989 Núraddín Ali a Anísaldžalísa (TV film)
- 1989 Staroružová dráma (TV film)
- 1989 Tanec nad plačom (TV film)
- 1990 Čarovné kresadlo (TV film)
- 1990 Rieka Sumida (TV film)
- 1992 Evanjelium o Márii
- 1992 Romulus Veľký (TV film)
- 1992 Zrkadlo (TV film)
- 1993 Domovníkov syn (TV film)
- 1993 Jakubov rebrík (TV film)
- 1993 Mátohy rárohaté (TV film)
- 1993 Zurvalec (TV film)
- 1994 Zlatohláska (TV film)
- 1995 O kráľovi Fiškusovi (TV seriál)
- 1996 Ženský vtip (TV film)
- 2001 Zlatý chléb (TV film)
- 2002 Na konci hry (TV film)
- 2007 Ordinácia v ružovej záhrade (TV seriál)
- 2008 Kutyil s.r.o. (TV seriál)
- 2009 Smrť ministra (TV film)